# Order Zwycięstwa (Iran)
Order Zwycięstwa (pers. ‏Nešān-e Fath, نشان فتح‎) – wojskowe odznaczenie nadawany przez naczelnego dowódcę sił zbrojnych, najwyższego przywódcę Islamskiej Republiki Iranu. Ma wygląd trzech gałęzi palmowych połączonych nad symbolem wielkiego meczetu w Chorramszahrze, który jest irańskim symbolem oporu, pomalowanym w kolorze flagi narodowej, z napisem „ZWYCIĘSTWO” (FATH) wewnątrz czerwonej, środkowej części orderu. Mocowany jest do wstążki składającej się z trzech pasków w kolorach zielony-czerwony-zielony. Nawiązuje ono do tradycji wygasłego cesarskiego Orderu Aghdas. Dzieli się na trzy klasy: złotą, srebrną i brązową. Baretki różnią się analogicznymi kolorami okucia o kształcie trzech liści palmowych, z których boczne są zaokrąglone, a środkowy sterczy pionowo. Nadany został po raz pierwszy 27 września 1989 roku.

## Odznaczeni

### 27 września 1989
Pierwsi odznaczeni zostali żołnierze biorący udział w wojnie iracko-irańskiej w latach 1980-1988:
Order I klasy
- Mohammad Hosejn Fahmide – trzynastoletni ochotnik z paramilitarnych oddziałów milicji Związek Mobilizacji Uciemiężonych (Basidż), poległy w boju
- Mohsen Rezaji – dowódca Armii Strażników Rewolucji Islamskiej (ASRI)
- Ali Sajjad Szirazi – dowódca Armii Islamskiej Republiki Iranu (AIRI)

Order II klasy
- 21 osób

Order III klasy
- 29 osób

### 4 lutego 1990
Odznaczono łącznie 210 osób:
- Abbas Babaji – II klasa, poległy w boju żołnierz AIRI
- Mansur Sattari – II klasa, żołnierz AIRI
- Masud Monfared-Nijaki – II klasa, poległy w boju żołnierz AIRI
- Mostafa Ardestani – II klasa, poległy w boju żołnierz AIRI
- Ebrahim Hemmat – II klasa, poległy w boju żołnierz ASRI
- Mahdi Bakeri – II klasa, żołnierz ASRI
- Hosejn Charrazi – II klasa, żołnierz ASRI
- Ali Szamchani – II klasa, żołnierz ASRI
- Jahja Rahim Safawi – II klasa, żołnierz ASRI
- Aziz Dżafari – II klasa, żołnierz ASRI
- Ghasem Solejmani – II klasa, żołnierz ASRI
- Ahmad Kazemi – II klasa, żołnierz ASRI

Inni
- Ali Akbar Haszemi Rafsandżani – I klasa
- Hasan Rouhani – I klasa
- Mohammad Pakpur – I klasa
- Dżalil Zandi – I klasa